# Jan Liedgren (tandläkare)
Jan Liedgren, född den 12 maj 1938 i Östersund, död den 5 augusti 2009 i Saltsjö-Boo, var en svensk tandläkare, författare och konstnär.
Liedgren avlade tandläkarexamen i Malmö 1962 och blev distriktstandläkare i Ronneby samma år.  Han innehade en privatpraktik i Nacka från 1963. Liedgren var tandläkarkonsult på Nacka sjukhus 1966–1979, verkställande direktör i Credentus 1984–1987, administrativ chef i specialistklinik för dental vävnadsintegrering 1985–1987, styrelseledamot i Bofors Nobelpharma 1981–1986, i Stockholms tandläkareförening 1980–1985 och medlem av redaktionen för Tandläkartidningen 1985–1990. Han medverkade i en samlingsutställning i Stockholm 1989 och utställdes separat i Saltsjöbaden 1991.